# Гражданская сила

Эмблема партии «Свободная Россия» (2004—2007).

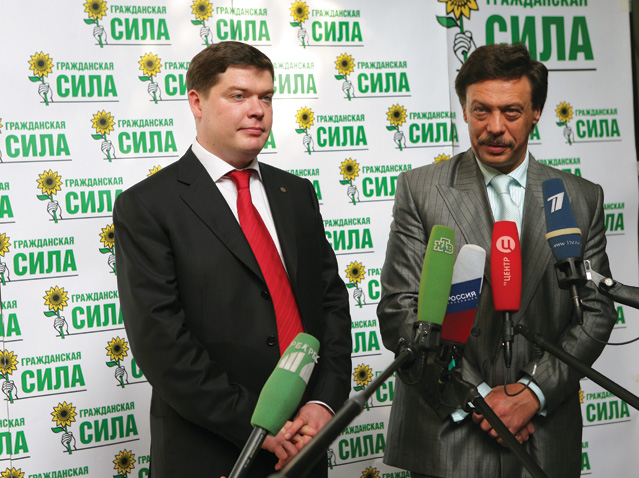
Александр Рявкин и Михаил Барщевский на съезде партии «Гражданская сила». 2007 год

Всероссийская политическая партия «Гражда́нская си́ла» — официально зарегистрированная российская либеральная политическая партия, существовавшая с перерывами в 2007—2025 годах. Ранее носила названия: «Российская сетевая партия малого и среднего бизнеса» (2002—2004), «Свободная Россия» (2004—2007). Партия ассоциируется с Михаилом Барщевским и её основателем Александром Рявкиным, возглавлявшими партию до её роспуска. Впоследствии была распущена и вновь зарегистрирована. После партийного переворота, с 2015 года партия находилась в упадке, а в 2025 году была ликвидирована Верховным судом.

## История создания
Партия создана президентом российской медицинской корпорации «ДЭНАС МС» Александром Рявкиным.
В 2002—2004 годах носила название «Российская сетевая партия малого и среднего бизнеса».
С апреля 2004 года по 2007 год — партия «Свободная Россия».
На выборах 4 декабря 2005 года партия участвовала в выборах в Московскую городскую думу, набрав 2,22 % (не набрав нужных 10 %), в своей избирательной кампании была сосредоточена на антиагитации партии «Яблоко» с видеороликами «Не голосуй за „Яблоко“, оно гнилое!».
В 2006 году в состав партии вошёл президент ЗАО «Новое содружество» и ассоциации «Росагромаш» Константин Бабкин. 8 октября 2006 года на выборах в Новгородскую областную думу с Константином Бабкиным во главе списка партия «Свободная Россия» преодолела 7-процентный барьер, набрав 11 % голосов избирателей (2 мандата), в Свердловскую областную думу 3,20 % и республики Алтай 3,33 % голосов избирателей, не преодолев избирательный барьер.
27 марта 2007 года на V съезде партии было принято решение переименовать её в партию «Гражданская сила», на съезде был введён пост председателя Высшего совета, который занял полномочный представитель Правительства РФ в Конституционном, Верховном и Высшем арбитражном судах Михаил Барщевский, председателем федерального политсовета партии был избран Александр Рявкин.
В этот период членами партии являлись детский писатель Эдуард Успенский, телеведущий, шоумен Валдис Пельш, журналист Максим Кононенко.
2 декабря 2007 года на Выборах в Государственную думу партия получила 1,05 % голосов избирателей.
В октябре 2008 года Михаил Барщевский объявил об уходе из политики и уступил свой пост в партии председателю общественной организации «Деловая Россия» Борису Титову.
Некоторые члены партии в период Барщевского имели тесные связи с властями, что дополнительно подтверждается тем, что «Гражданская сила» была в числе партий, поддержавших Дмитрия Медведева кандидатом в президенты РФ.

## Роспуск
15 ноября 2008 года на внеочередном съезде партии «Гражданская сила», «Союз правых сил» и Демократическая партия России объявили о своём самороспуске для создания единой демократической партии «Правое дело». Решение было принято единогласно. Новая структура партии в основном создана на партийной базе «Союза правых сил». Сопредседателями партии «Правое дело» были избраны бывший председатель ВС «Гражданская сила» Борис Титов, бывший председатель «Союза правых сил» Леонид Гозман и политолог-журналист Георгий Бовт.
После роспуска преобразована в Общероссийскую общественную организацию «Гражданские силы» (председателем которой на протяжении её существования был Валерий Ивановский), которая сотрудничала с одним из проектов Российской экологической партии «Зелёные» организацией «Зелёный патруль».

## Возрождение и смена руководства
24 февраля 2012 года на съезде Общероссийской общественной организации «Гражданские силы» была вновь преобразована в политическую партию «Гражданская сила», председателем которой избран её основатель, президент российской медицинской корпорации «ДЭНАС МС» Александр Рявкин. На съезде образован Высший совет партии, председателем которого избран Михаил Барщевский.
7 июня 2012 года Министерство юстиции Российской Федерации официально вновь зарегистрировало партию «Гражданская сила».
29 октября 2012 года на заседании федерального политсовета на должность председателя высшего совета партии избран Владислав Иноземцев
9 июля 2014 года на съезде партии «Гражданская сила» её основатель Александр Рявкин сложил с себя полномочия лидера партии и вышел из неё, на следующий день Рявкин был назначен заместителем председателя правительства Орловской области — руководителем Представительства Орловской области при Правительстве Российской Федерации в Москве. Новым лидером партии был избран генеральный директор строительной компании ООО НПФ «ЕвроСтрой» Олег Сидоров.

### Партийный переворот
13 декабря 2015 года под руководством председателя партии «Гражданская сила» Олега Сидорова и председателя КПСС Андрея Богданова на совместном заседании Федерального политического совета партий было заявлено об объединении под существующим названием «Коммунистическая партия социальной справедливости» (КПСС). Однако, уже 18 декабря на внеочередном съезде Олег Сидоров в его отсутствие был смещён с должности, руководящие органы партии отправлены в отставку. Партия перешла под контроль политтехнологов. Новым председателем избран Кирилл Быканин 1983 г.р..
В мае 2016 года представители КПСС сообщили о решении «Гражданской силы» идти на грядущие парламентские выборы самостоятельно, для чего ей из-за наличия депутата в региональном заксобрании не потребуется сбор подписей (200 тыс., не более 7 тыс. на регион).

## Выборы
На выборах в единый день голосования 8 сентября 2013 года партия выдвинула своих кандидатов в 10 из 24 региональных субъектах.
24 июня 2013 года на выборах мэра Москвы партия выдвинула координатора «Гражданского корпуса волонтёров» Алёну Попову, однако она не смогла пройти муниципальный фильтр и 17 июля избирком отказал кандидату Поповой в регистрации.
7 июля 2013 года, на выборах в Тольяттинскую городскую думу партия была в союзе с «Правым делом», самостоятельно выдвинув 5 одномандатных своих кандидатов из 17 округов и партийный список в количестве 18 человек, наиболее известными партийными кандидатами в депутаты стала танцовщица «Гоу-гоу» и известная в узких кругах тусовщица ночных клубов, что вызвало повышенный скандальный интерес к партии и её двум кандидатам. На выборах партия публично выступала за легализацию проституции в России. 22 июля, из-за нарушения порядка подачи документов, избирком отказал в регистрации скандальным кандидатам и самой партии, зарегистрировав только одного партийного одномандатника по округу № 3 (впоследствии не прошедшего в Думу). 29 июля суд первой инстанции оставил решение избиркома без изменений.
25 июля 2013 года, на выборах в Законодательное собрание Владимирской области, облизбирком отказал в регистрации выдвинутого партией партийного списка кандидатов
В Приморском крае 31 июля 2013 года в регистрации отказали партийному кандидату Владимиру Пацу на должность мэра города Владивостока, также избирком отказал в регистрации партийного списка в Лесозаводскую городскую думу, 13 июля суд восстановил только кандидатов-одномандатников, впоследствии не прошедших в Думу.
В Законодательное собрание Иркутской области, получив 0,27 % (1277 голосов).
В Ивановскую областную думу, получив 0,10 % (259 голосов). В Парламент Бурятии, получив 0,23 % (668 голосов).
В Ярославскую областную думу, получив 0,34 % (1109 голосов).
В Екатеринбургскую городскую думу, получив 0,77 % (2774 голосов) и на должность главы города своего лидера Александра Рявкина получившего 0,29 % (1031 голосов).
В Красноярский городской совет, получив 0,70 % (944 голосов).
В Забайкальское краевое зак.собрание, получив 0,24 % (661 голосов). Партийный кандидат Руслан Балагур на выборах губернатора получил 2,77 % (7574 голосов).
В Тульской области, в городское собрание города Новомосковск, получив 0,55 % (183 голосов).[прояснить]
На выборах в единый день голосования 14 сентября 2014 года «Гражданская сила» провела одного кандидата в Собрание депутатов Ненецкого автономного округа М. В. Малышева.
Также партия выдвинула кандидатами в депутаты троих девушек танцовщиц «Гоу-гоу», повторив попытку уже на муниципальных выборах Сенного округа Санкт-Петербурга, одна из которых была президентом федерации танцев на пилоне Елизавета Патина, однако местный избирком также по формальным причинам отказал экзотическим кандидатам.
В 2016 году на выборах в Государственную думу 7-го созыва партия была освобождена от сбора подписей, выдвинув партийный список. В первой десятке федеральной части был выдвинут руководитель Федерального проекта «Трезвая Россия» Султан Хамзаев, а также лидер общественного движения «СтопХам» Дмитрий Чугунов. Подавляющее большинство кандидатов от партии (58 %) составляли безработные. Возглавил список 23-летний аспирант Государственного университета управления Михаил Начевский, также в список вошли Александр Зорин, Илья Ухов, Вадим Квятковский, Дмитрий Чугунов, Михаил Нефедов, Всеволод Алексеев. По результатам голосования партия заняла последнее, четырнадцатое, место, набрав 0,13 % голосов.
Партия выдвинула список на выборы в Законодательное собрание Нижегородской области (2016), получив 0,24 % (2838 голосов) не пройдя в собрание
В 2018 году на президентских выборах не выдвигала своего кандидата, поддерживая действующего президента В. В. Путина.
В 2019 году, на выборах в Мосгордуму выдвинула трех кандидатов, однако только один из них — С. В. Смирнов был зарегистрирован. Занял четвёртое место по избирательному округу № 25 (Печатники), получив 6,51 % (1945 голосов).
На выборах главы Башкортостана, кандидатом от партии стал Владимир Барабаш. Занял предпоследнее место с результатом в 0,97 %.
На выборах губернатора Челябинской области, кандидатом от партии стал Алексей Севастьянов, что вызвало скандал — некоторые представители партии заявили, что «Гражданская сила» не выдвигала его. Впрочем, он всё равно был зарегистрирован и получил 3,23 % голосов на выборах.

## Руководство партии
Председатели партии в разные периоды её деятельности:
- Быканин Кирилл Алексеевич (с 2015)
- Сидоров Олег Владимирович (2014—2015)
- Рявкин, Александр Юрьевич (2002—2014)
- Иноземцев, Владислав Леонидович (2012—2014)
- Титов, Борис Юрьевич (2008)
- Барщевский, Михаил Юрьевич (2006—2008)

## Финансирование партии
«Гражданская сила» не получает государственного финансирования. По годам доходы партии составили:
- 2012 год — 3,0 млн руб.;
- 2013 год — 12,8 млн руб.;
- 2014 год — 11,8 млн руб.
- 2015 год — 0 руб.

Из этих цифр видно, что в 2015 году партия не имела никакого финансирования. Однако это не помешало партии, которая на 2015 год не имела никакого недвижимого имущества, провести в Москве 18 декабря 2015 года партийный съезд. Ассоциация «Голос» в связи с этим высказала мнение, что такие нестыковки могут быть основанием для проверки финансовой деятельности партии. Формально же расходы партии за 2015 год составили только 60 руб..

## Ликвидация партии
В  конце ноябре 2024 года 
Минюст обратился в Верховный суд России, требуя ликвидировать политическую партию «Гражданская сила».
15 января 2025 года была ликвидирована Верховным судом.